# Eublemma rosea
Eublemma rosea — вид лускокрилих комах з родини еребід (Erebidae).

## Поширення
Вид поширений у Південній Європі. В Україні трапляється в Криму та східних областях.

## Спосіб життя
Личинки живляться на наголоватках (Jurinea).